# 예브게니야 루드네바
예브게니야 막시모브나 루드네바(러시아어: Евгения Максимовна Руднева, 1920년 12월 24일 ~ 1944년 4월 9일)는 소련의 군인으로 독소 전쟁 당시 여성 파일럿으로 크게 활약했다.

## 생애
1920년 12월 24일에 우크라이나 베르댠스크에서 태어났으며 1941년 10월 이전에 모스크바 대학교 기계공학부와 수학부 3년 과정을 졸업했다. 1943년에는 소련 공산당에 입당했다.
1941년 독소 전쟁(제2차 세계 대전의 동부 전선)이 터지자 소련 군대에 자원 입대한 뒤 소련군 항법학교를 거쳐 제46야간 경폭격기 여성근위대 소속으로 전선에 투입되었다. 위험한 야간 폭격 임무를 위해 그녀에게 배정된 비행기는 속도가 느리고 조종석 덮개도 없는 구식 비행기였던 폴리카르포프 P-2 복엽기였으나 이런 고물 비행기를 이끌고 무려 645회라는 경이적인 야간 폭격 기록을 세울 만큼 뛰어난 항법사였다.
1944년 4월 9일에 일어난 645번째 출격에서 격전지였던 크림반도 케르치 인근에서 독일군이 쏜 대공포에 격추되어 동료 조종사였던 판나 프로코프예바와 함께 전사했다. 적성훈장(1942년 9월 9일), 적기훈장(1943년 4월 27일), 조국 전쟁 1급 훈장(1943년 10월 25일), 소비에트 연방영웅(1944년 10월 26일), 레닌 훈장(1944년 10월 26일)을 포함해 총 5개의 훈장을 받았다.